# 朝鮮中央放送
朝鮮中央放送（ちょうせんちゅうおうほうそう、朝: 조선중앙방송, 英: Korean Central Broadcasting）は、朝鮮民主主義人民共和国（北朝鮮）の国営放送局。
朝鮮中央放送委員会（ちょうせんちゅうおうほうそういいんかい、朝: 조선중앙방송위원회 , 英: Korean Central Broadcasting Committee , 略: KCBC）が運営。朝鮮中央テレビとしてテレビ放送も実施している。

## 概説
国内向け放送の「朝鮮中央放送」、朝鮮語の海外向け放送の「平壌放送」、朝鮮語を含む9つの言語を用いた国際放送の「朝鮮の声放送」（英語: Voice of Korea）がある。
朝鮮中央放送及び平壌放送では、放送開始時の国歌（愛国歌）演奏後に「栄えあるわが祖国、朝鮮民主主義人民共和国、万歳!」「朝鮮人民の全ての勝利の立役者であり、導き手である朝鮮労働党、万歳!」と言うスローガンを読み上げている。
（2003年4月までは、「偉大な領袖・金日成同志の革命思想万歳!」「栄えある朝鮮労働党万歳!」というスローガンを使っていた）。

## 歴史

### 前史
- 1936年4月10日 - 大日本帝国の朝鮮放送協会平壌放送局が第1放送の仮放送を開始（呼出符号：JBBK）。
- 1936年4月11日 - 平壌放送局、第2放送の仮放送を開始（第1放送が日本語、第2放送が朝鮮語という構成）。
- 1936年11月15日 - 平壌放送局、二重放送（第1放送、第2放送）による本放送を開始[2]。
- 1937年6月5日 - 清津放送局、放送開始（単一放送、呼出符号：JBCK）。
- 1938年10月30日 - 咸興放送局、放送開始（単一放送、呼出符号：JBDK）。
- 1941年8月 - 清津放送局、二重放送を開始。
- 1942年10月 - 開城補助放送所、運用開始（単一放送）。
- 1943年7月15日 - 元山放送局、放送開始（呼出符号：JBJK）。
- 1943年8月1日 - 海州放送局（呼出符号：JBKK）・新義州放送局（呼出符号：JBLK）、放送開始。
- 1943年11月1日 - 城津放送局、放送開始（呼出符号:JBPK）。
- 1943年11月10日 - 元山放送局・海州放送局、二重放送を開始。
- 1944年3月 - 長箭補助放送所、運用開始。
- 1945年8月15日 - 終戦の詔勅を中継放送。
- 1945年8月26日 - 北緯38度線以北の放送専用線を切断、京城中央放送局（現在の韓国放送公社（KBS）本社）からの中継放送を廃止（南北の放送の分断）。

### 解放後
- 1945年10月1日 - 平壌放送局、「金日成将軍帰国」のニュースを放送開始（朝鮮人民解放祝賀大会に向け、ソ連による群衆動員作戦開始）。
- 1945年10月14日 - 平壌放送局、戦前からの施設を使用し放送を再開。「ソ連解放軍歓迎・朝鮮人民解放祝賀大会（金日成将軍祖国凱旋歓迎平壌市民大会とも呼ばれる）」の中継放送を実施（現在の朝鮮中央放送の始まり）。
- 1946年5月 - 平壌放送局、平壌中央放送局に改称。
- 1947年3月16日 - 平壌中央放送局が「ラジオ平壌」の名称で、中国語放送を開始（現在の「朝鮮の声放送」の始まり）。
- 1948年2月 - 平壌中央放送局、北朝鮮中央放送局に改称。
- 1948年11月 - 北朝鮮中央放送局、朝鮮中央放送局に改称。
- 1950年7月10日 - 平壌放送、日本語放送を開始。
- 1951年1月1日 - 海外向け放送として平壌放送（Radio Pyongyang）設立。
- 1955年4月 - 朝鮮中央放送局、有線スピーカー放送（第3放送）を開始。
- 1955年10月14日 - 朝鮮中央放送局、朝鮮語による独自の対南・対外放送開始（現在の平壌放送の始まり）。
- 1967年12月 - 朝鮮中央放送、放送系統を朝鮮中央第1放送（対内放送）と朝鮮中央第2放送（対南及び対外放送）に分離。
- 1972年11月10日 - 組織改編により、朝鮮中央第1放送を「朝鮮中央放送」、朝鮮中央第2放送を「平壌放送」と改称、平壌放送を朝鮮中央放送から分離（1973年当時の日本語放送の局名アナウンスは、「こちらは平壌（ピョンヤン）、朝鮮（チョソン）中央放送局です」）。
- 1973年4月13日 - 金日成放送大学開学（平壌放送を利用した通信教育）。
- 1989年1月1日 - 平壌FM放送、放送開始。
- 2001年2月16日 - 朝鮮語以外の海外向け国際放送「平壌放送」（Radio Pyongyang）が「朝鮮の声放送」（Voice of Korea）に改称。
- 2004年10月31日 - 金日成放送大学、インターネット配信への切り替えにより放送終了。
- 2009年4月 - 金日成放送大学、放送再開。

## 周波数
- 2025年6月現在

| 放送時間（PYT) | 帯域 | 周波数   | 送信所 | 出力  |
| -------------- | ---- | -------- | ------ | ----- |
| 05:00-03:00    | 中波 | 720kHz   | 渭原   | 500kW |
| 05:00-03:00    | 短波 | 3250kHz  | 平壌   | 100kW |
| 05:00-03:00    | 短波 | 6100kHz  | 江界   | 250kW |
| 05:00-03:00    | 短波 | 11680kHz | 江界   | 50kW  |

- この他、657、702、765、801、810、819、873、882、927、999、3205、6140kHzでDRM波による不定期の試験送信が行われており、一部の周波数では、「조선중앙제2라지오방송(朝鮮中央第2ラジオ放送)」の局名表示が確認されている。ただし、いずれも番組の放送はされていない。
- 電力不足による停電や放送機器の故障、老朽化などで頻繁に放送が停波する。

※PYT=UTC+9 日本標準時・韓国標準時に同じ。2015年8月15日から2018年5月4日まではUTC+8:30（以下同文）
元山、清津、咸興、沙里院、新義州、江界、平城、恵山に系列局があり、ローカル放送も行っている。

## 放送内容
放送内容は、平壌放送と同様にニュースや音楽、労働新聞の論評、政治宣伝番組（プロパガンダ）や小説の朗読番組（ラジオドラマ）などを中心に放送している。
放送時間は午前5:00から翌朝3:00まで。放送開始前には「金日成将軍の歌」の冒頭メロディーによるインターバル・シグナル（IS）を電子オルガンで演奏したものが流れる。続いて北朝鮮の国歌「愛国歌」の演奏が放送される。（これは平壌放送、朝鮮の声放送も同じ）その後は「金日成将軍の歌」と「金正日将軍の歌」の音楽が流れる。
放送されたラジオ番組
- 漫評（マンピョン、まんぴょう） ※評論（風刺）番組 - 笑い声である「ウェー・ハッハッハ」を朝日新聞が原文のまま報じたことで話題となった。
- 金日成主席の回顧録～世紀とともに～